# Acordulecera enderleini
Acordulecera enderleini – gatunek błonkówki z rodziny Pergidae.

## Taksonomia
Gatunek ten został opisany w 1919 roku przez Günthera Enderleina jako Acordulocera viridipes. Jako miejsce typowe podano brazylijski stan Santa Catarina. Holotyp (samica) prawdopodobnie zaginął, wg. autora opisu gatunku znajdował się on w Stettiner Zoologisches Museum w Szczecinie. W 1899 roku Friedrich Wilhelm Konow opisał pod tą samą nawą inny gatunek (obecnie umieszczany w monotypowym rodzaju Quetutus). W 1934 Norbert Mallach zmienił nazwę gatunku opisanego przez Enderlina na Acordulecera enderleini. 

## Zasięg występowania
Ameryka Południowa, notowany w stanie Santa Catarina w płd. Brazylii oraz w Peru.